# Gillian Blakeney
Gillian Blakeney es una actriz australiana, más conocida por haber interpretado a Caroline Alessi en la serie Neighbours. 

## Biografía
Tiene una gemela idéntica, la actriz Gayle Blakeney quien es mayor por nueve minutos.
Durante la década de 1990 Gillian y Gayle trabajaron juntas como un dúo de danza y pop.

## Carrera
Junto a su hermana aparecieron en varios comerciales para el "Corn Flakes" de Kelloggs y para la Coca-Cola.
Gillian obtuvo el papel principal de Cassie en la película Earth Patrol junto a Spike Milligan. Los productores quedaron felices con ambas hermanas que decidieron escribir un papel en la serie como la hermana gemela de Cassie, sin embargo el piloto no fue aceptado por lo que nunca se estrenó.
El 18 de enero de 1990 se unió al elenco de otra aclamada serie australiana Neighbours en donde interpretó a Caroline Alessi, la hija de Frank y Margaret Alessi y hermana de Christina Alessi, hasta el 11 de mayo de 1992 luego de que su personaje decidiera mudarse a Milán para trabajar como gerente de un hotel. En junio del 2019 se anunció que regresaría a la serie en septiembre del mismo año.
En 1995 apareció como invitada en la serie Silk Stalkings donde interpretó a la bailarina Priscilla Meadows.

## Carrera musical
En 1991 en Inglaterra Gayle y Gillian firmaron con Stock Aitken Waterman como "The Twins", su single "All Mixed Up" alcanzó el número 74 en las estaciones de Australia, poco después se separaron de Stock.
Entre 1993 y 1994 lanzaron dos singles en el Reino Unido ahora conocidas como "Gayle & Gillian", el primero Mad If Ya Don't alzancó el número 75 en la lista de singles del Reino Unido mientras una versión de la canción de Prince "I Wanna Be Your Lover" fue re-titulada a Wanna Be Your Lover y obtuvo el puesto número 62.

## Filmografía

### Series de televisión
| Año                          | Título         | Personaje         | Notas                  |
| ---------------------------- | -------------- | ----------------- | ---------------------- |
| 1990 - 1992, 2019 - presente | Neighbours     | Caroline Alessi   | 213 episodios          |
| 1995                         | Silk Stalkings | Priscilla Meadows | episodio "Pas de Deux" |

### Videos musicales
| Año  | Grupo        | Canción                | Notas                                                 |
| ---- | ------------ | ---------------------- | ----------------------------------------------------- |
| 1982 | The Monitors | "Having You Around Me" | apareció en el video musical - junto a Gayle Blakeney |
| 1980 | The Monitors | "Nobody Told Me"       | apareció en el video musical - junto a Gayle Blakeney |
| 1979 | The Monitors | "Singin' In The '80s"  | apareció en el video musical - junto a Gayle Blakeney |

### Apariciones
| Año  | Programa       | Notas                                    |
| ---- | -------------- | ---------------------------------------- |
| 1992 | Take Your Pick | anfitriona - junto a Gayle Blakeney      |
| 1983 | Wombat         | co-presentadora - junto a Gayle Blakeney |

### Teatro
| Año        | Obra                                   | Personaje | Teatro           | Notas                                                               |
| ---------- | -------------------------------------- | --------- | ---------------- | ------------------------------------------------------------------- |
| 1994, 1995 | Dick Whittington And His Wonderful Cat | -         | -                | -                                                                   |
| 1993, 1994 | Cinderella                             | -         | Pavilion Theatre | junto a Gayle Blakeney                                              |
| 1992, 1993 | Dick Whittington (pantomima)           | Alice     | Empire Theatre   | junto a Timmy Mallett, Gayle Blakeney, Arnold Peters & Mark Collins |